# 마르탱 브로되르
마르탱 피에르 브로되르(프랑스어: Martin Pierre Brodeur, 1972년 5월 6일 ~ )는 캐나다의 은퇴한 아이스하키 선수이다. 포지션은 골텐더이며, 북아메리카 최상위 프로 아이스하키 리그인 내셔널 하키 리그(NHL)에서 22시즌 동안 활약했으며, 그 중 21시즌을 뉴저지 데블스에서 뛰었다.